# Domžale
Domžale (njemački: Domschale) je grad i središte istoimene općine u središnjoj Sloveniji, sjeverno od Ljubljane. Grad pripada pokrajini Gorenjskoj i statističkoj regiji Središnja Slovenija.

## Stanovištvo
Prema popisu stanovništva iz 2002. godine Domžale je imao 11.582 stanovnika te je drugi najveći grad u blizini Ljubljane.

## Vanjske poveznice
- Službena stranica općine
- Satelitska snimka grada  Arhivirana inačica izvorne stranice od 29. srpnja 2017. (Wayback Machine)